# Fernand Labori

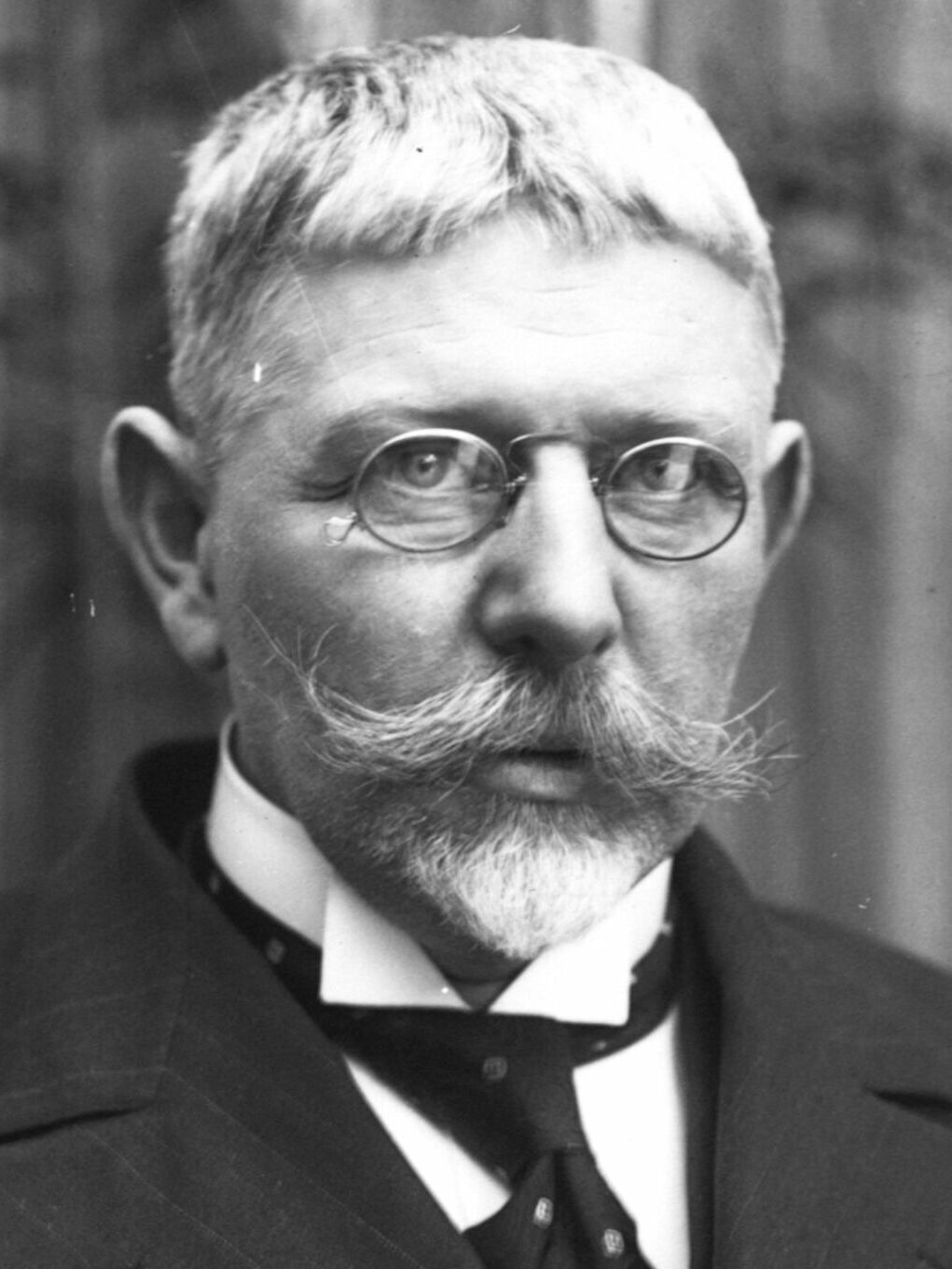
Fernand Labori, 1914

Fernand Gustave Gaston Labori (* 18. April 1860 in Reims; † 14. März 1917 in Paris) war ein französischer Jurist, Journalist und Politiker. Er verteidigte im Rahmen der Dreyfus-Affäre unter anderem Émile Zola wegen einer Verleumdungsklage sowie Alfred Dreyfus im zweiten Kriegsgerichtsverfahren und Henriette Caillaux im Mordprozess gegen sie.

## Leben
Fernand Labori, Sohn eines Inspektors der Eisenbahngesellschaft Chemins de fer de l’Est, studierte ab 1880 Jus an der Juristischen Fakultät in Paris. Bereits 1884 wurde er in die Anwaltschaft aufgenommen. Parallel wurde er zum Chefredakteur der Gazette de Paris. Sein erster großer Fall war 1894 die Verteidigung des Anarchisten Auguste Vaillant, der ein Attentat auf die Französische Nationalversammlung durchgeführt hatte. 1897 gründete er die Literaturzeitschrift La Revue de Palais.
Labori war sehr früh einer der sogenannten Dreyfusarden, d. h. eine der Personen, die davon überzeugt waren, dass Alfred Dreyfus zu Unrecht wegen Landesverrats verurteilt worden war. Im Prozess gegen Esterhazy zu Beginn des Jahres 1898 vertrat er Alfred Dreyfus’ Ehefrau Lucie Dreyfus. Esterhazy wurde in diesem Prozess auf Grund gefälschter Beweise von einem Kriegsgericht freigesprochen. Émile Zola hatte bereits mehrfach zuvor in wortgewaltigen Artikeln die Sache der Dreyfusarden vertreten. Am 13. Januar 1898 erschien auf der Titelseite der Literaturzeitung L’Aurore Zolas offener Brief J’accuse…! (Ich klage an…!) an Staatspräsident Félix Faure, in dem Zola nun den Freispruch Esterházys anprangerte.

### Prozess gegen Zola
Zola nahm in seinem Artikel rhetorisch die Rolle eines Staatsanwalts ein. Er klagte den Generalstabsmitarbeiter Armand du Paty de Clam, die ehemaligen Kriegsminister Auguste Mercier und Jean-Baptiste Billot, den stellvertretenden Generalstabschef Charles Arthur Gonse und den Leiter des französischen Generalstabs, Raoul Le Mouton de Boisdeffre, an, Drahtzieher eines Komplotts zu sein, warf der Schmutzpresse antisemitische Propaganda vor und beschuldigte Esterhazy erneut, der wahre Landesverräter zu sein. Zola warf auch die entscheidende und für den weiteren Fortgang der Dreyfus-Affäre prophetische Frage auf, inwieweit diese Militärrichter noch zu einem unabhängigen Urteil in der Lage gewesen waren. Eine Verurteilung von Esterhazy wäre auch ein Urteil über das Kriegsgericht gewesen, das im Fall Dreyfus entschieden hätte, und jedem der über Esterhazy urteilenden Militärrichter war bekannt, dass ihr Kriegsminister unter dem Beifall der Abgeordneten bekräftigt hatte, dass Dreyfus zu Recht verurteilt worden sei. Zola ging so weit, dass er das erste Kriegsgericht beschuldigte,
„… das Recht verletzt zu haben, indem es einen Angeklagten auf der Grundlage eines geheim gebliebenen Beweisstücks verurteilt hat, und ich klage das zweite Kriegsgericht an, diese Gesetzwidrigkeit auf Befehl gedeckt und dabei seinerseits das Rechtsverbrechen begangen zu haben, wissentlich einen Schuldigen freizusprechen.“
Noch am Tag der Veröffentlichung forderten konservative Parlamentarier und der Generalstab ein Vorgehen gegen Zola. Am 18. Januar 1899 beschloss der Ministerrat, dass der Kriegsminister eine Verleumdungsklage gegen Zola und Alexandre Perrenx, den Geschäftsführer von L’Aurore, einreichen solle. Anders als von Zola erwartet, konzentrierte sich die Staatsanwaltschaft in ihren Beschuldigungen auf die Textpassage, in der Zola dem Kriegsgericht vorgeworfen hatte, Esterhazy auf Befehl freigesprochen zu haben. Damit war die Anklage gegen Zola ohne Bezug zur Verurteilung von Dreyfus.
Der Prozess erstreckte sich über zwei Wochen. An jedem Prozesstag warteten vor den Toren des Justizpalastes nationalistische Demonstranten auf Zolas Erscheinen, um ihn dann mit Gejohle, Steinen und Todesdrohungen zu empfangen. Im Gerichtssaal gelang es  Fernand Labori und Albert Clemenceau, durch ihre geschickte Befragung den Zeugen immer wieder Aussagen zur Dreyfus-Affäre zu entlocken, obwohl der vorsitzende Richter ständig versuchte, ihre Fragen auf Sachverhalte der Anklage zu beschränken. In die Enge getrieben, brachte General Pellieux erneut ein Dokument ins Spiel, das angeblich eindeutig die Schuld Dreyfus’ belege, und zitierte dann den Wortlaut des faux Henry. Als Labori darum bat, dem Gericht das Dokument vorzulegen, griff General Gonse ein, dem anders als Pellieux bewusst war, dass es sich um eine der Fälschungen im Geheimdossier handelte. Er bestätigte die Existenz des Dokuments, behauptete jedoch, es könne nicht öffentlich vorgelegt werden. Das Gericht ließ daraufhin den Generalstabschef Boisdeffre als Zeugen auftreten. Boisdeffre bestätigte Pellieux’ Aussagen und wandte sich dann als Mahner an das Gericht:
„Sie sind das Gericht, Sie sind die Nation; wenn die Nation kein Vertrauen in die Führer ihrer Armee hat, in die Männer, welche die Verantwortung für die nationale Verteidigung tragen, dann sind diese Männer bereit, ihre schwere Aufgabe anderen zu überlassen, Sie müssen es nur sagen. Das ist mein letztes Wort.“
Nach Léon Blums Ansicht machte der Prozess deutlich, dass die Behauptungen Zolas zutrafen. Boisdeffres Worte, mit denen er eine Entscheidung zwischen der Armee und Zola sowie den Dreyfusarden verlangte, hatten jedoch in der Öffentlichkeit und im Gerichtssaal einen starken Eindruck hinterlassen. Am 23. Februar wurde Zola zu  einer Geldstrafe von 3.000 Franc und zu einem Jahr Gefängnis verurteilt. Ministerpräsident Méline bezeichnete am nächsten Tag in der Abgeordnetenkammer die Fälle Zola und Dreyfus als abgeschlossen. Das Oberste Berufungsgericht hob das Urteil gegen Zola jedoch wegen eines Verfahrensfehlers zunächst wieder auf. Am 18. Juli wurde Zola ein zweites Mal schuldig gesprochen. Labori und Clemenceau rieten ihm daraufhin, Frankreich sofort zu verlassen, da damit das Urteil nicht zugestellt und nicht vollstreckt werden konnte. Nach am selben Tag reiste Zola nach London ab.

### Zweites Kriegsgerichtsverfahren gegen Alfred Dreyfus

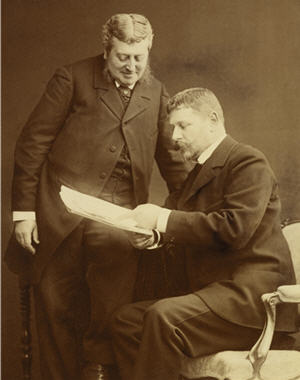
Demange und Labori, die beiden Verteidiger von Dreyfus

Nach der Verteidigung Zolas übernahm Labori weitere Fälle von Dreyfusarden, die im Zusammenhang mit der Dreyfus-Affäre angeklagt worden waren. Er vertrat 1899 unter anderem Joseph Reinach gegen die Verleumdungsklage der Witwe des Hauptmanns Hubert Henry, dessen Beweisfälschungen erheblich zur Verurteilung Alfred Dreyfus’ beigetragen hatten. Er verteidigte außerdem Marie-Georges Picquart, den ehemaligen Leiter des Nachrichtendienstes im Generalstab, der den wahren Landesverräter, Ferdinand Walsin-Esterházy, identifiziert hatte und sich anschließend den Forderungen seiner Vorgesetzten widersetzte, das Fehlurteil gegen Dreyfus bestehen zu lassen. Gemeinsam mit Edgar Demange übernahm er auch die Verteidigung von Alfred Dreyfus, nachdem das Oberste Berufungsgericht das Urteil von 1894 aufgehoben und den Prozess erneut an ein Kriegsgericht verwiesen hatte. Die Prozessführung erwies sich als nicht einfach. Alfred Dreyfus war von seiner fast fünfjährigen Isolationshaft auf der Teufelsinsel erheblich geschwächt, Louis Begley weist auch darauf hin, dass Dreyfus mit seinem starren Gesichtsausdruck und seiner emotionslosen, monotonen Stimme kein Angeklagter war, der die Richter für sich einnahm. Während der Verhandlung kam es zwischen Labori und dem Gerichtspräsidenten verschiedentlich zu Auseinandersetzungen. Auch mit seinem Mitverteidiger  Demange war sich Labori in der Prozessführung nicht einig, und während des Gerichtsprozesses unterliefen ihnen einige Fehler. Obwohl schon vom Obersten Berufungsgericht geklärt war, dass Dreyfus den Landesverrat nie gestanden hatte und die Panizzardi-Briefe keine Beweiskraft hatten, nahmen die beiden Anwälte es beispielsweise hin, dass die Anklage diese Beweise dem Militärgericht erneut vorlegte. Während des Prozesses kam es außerdem zu einem Attentat auf Labori. Er wurde am 14. August in Rennes auf offener Straße in den Rücken geschossen, der Attentäter wurde nie gefasst. Labori war zwar in der Lage, nach einer Woche wieder seine Verteidigung aufzunehmen, das Attentat verunsicherte ihn jedoch nachhaltig. Wesentliches Problem für die Verteidigung war jedoch, dass die Richter Offiziere waren, die dem Einfluss oder gar dem Druck der obersten Chefs der Armee ausgesetzt waren, erneut zu einer Verurteilung zu kommen. Mit fünf zu zwei Richterstimmen wurde Dreyfus entsprechend ein zweites Mal des Landesverrats für schuldig gesprochen. Joseph Reinach, Mathieu Dreyfus sowie widerstrebend auch der Dreyfusard Georges Clemenceau rieten zu einem Begnadigungsgesuch, da Alfred Dreyfus’ körperliche Verfassung bezweifeln ließ, dass er eine weitere Haft längere Zeit überstehen würde. Tatsächlich wurde er wenige Tage später vom französischen Staatspräsidenten begnadigt.
Labori gehörte zu den Dreyfusarden, die diesen Schritt strikt ablehnten. Viele Dreyfusarden hatten persönliche Opfer gebracht, da sie wegen ihres Einsatzes für eine Rehabilitierung Dreyfus’ beruflich und sozial benachteiligt worden waren. Vielen war es bei ihrem Einsatz weniger um die Person Dreyfus als um grundlegende Fragen des Rechtsverständnisses und der Rolle der Armee im Staat gegangen. Aus dieser rein rechtsstaatlichen Sicht war ein Einspruch gegen das Urteil von Rennes eine zwingende Notwendigkeit. Labori brach deswegen alle Kontakte zur Familie Dreyfus ab.
Zwei Maßnahmen von Ministerpräsident Pierre Waldeck-Rousseau und dem neuen Kriegsminister Garcon de Galliffet verschärften die Spaltung innerhalb der Dreyfusarden noch. Beide Politiker waren von Dreyfus’ Unschuld überzeugt, ihnen war aber wesentlich daran gelegen, die Affäre in einer für die Armee gesichtswahrenden Form zu beenden. Galliffet gab dazu zwei Tage nach der Begnadigung einen Tagesbefehl aus, der in jeder Kompanie verlesen wurde und in dem es hieß:
„Der Fall ist abgeschlossen. Die Militärrichter haben, begleitet vom Respekt aller, ihren Schuldspruch vollkommen unabhängig gefällt. Wir verneigen uns ohne jede Einschränkung vor ihrer Entscheidung. Wir verneigen uns auch vor dem tiefen Mitgefühl, das den Präsidenten der Republik geleitet hat.“
Am 19. November 1899 legte Waldeck-Rousseau dem Senat ein Amnestiegesetz vor, unter das alle im Zusammenhang mit der Affäre begangenen Straftaten fallen sollten. Ausgenommen davon war lediglich das Verbrechen, für das Dreyfus in Rennes verurteilt worden war. Damit blieb ihm die Möglichkeit erhalten, durch ein Revisionsverfahren eine vollständige Rehabilitation zu erreichen. Das Amnestiegesetz, das im Dezember 1900 in Kraft trat, beendete viele schwebende Verfahren wie beispielsweise die gegen Picquart und Zola, es verhinderte aber auch ein gerichtliches Vorgehen gegen Personen wie Mercier, Boisdeffre, Gonse und du Paty, die in die Intrige verstrickt waren. Zu den entschiedenen Gegnern dieses Amnestiegesetzes gehörte auch Fernand Labori.

### Nach Ende der Dreyfus-Affäre
In dem Jahr, in dem Dreyfus vollständig rehabilitiert wurde, wurde Labori zum Abgeordneten gewählt. Er unterstützte zunächst die Regierung von Clemenceau und setzte sich gleichzeitig für die Enteignung von Kirchengütern und die Abschaffung von Kriegsgerichten ein. 1911 wurde er zum Präsidenten der Anwaltschaft gewählt.
Im Jahr 1914 verteidigte Labori Henriette Caillaux, die den Figaro-Chefredakteur Gaston Calmette ermordet hatte, nachdem dieser ihre Liebesbriefe an den Politiker Joseph Caillaux veröffentlichen wollte. Die Briefe waren zu einem Zeitpunkt entstanden, als Caillaux noch mit seiner ersten Frau verheiratet war. Labori erreichte einen umstrittenen Freispruch.